# Rết đầu đỏ Trung Quốc
Rết đầu đỏ Trung Quốc (danh pháp ba phần: Scolopendra subspinipes mutilans) là một phân loài rết Việt Nam phân bố từ Đông Á và Australasia.  Nó có chiều dài trung bình 20 cm và sinh sống ở các môi trường ẩm thấp.
Trong truyền thống cổ xưa của Trung Quốc, con rết này được sử dụng cho các đặc tính chữa bệnh của nó. Người ta cho rằng việc đắp một con rết đầu đỏ Trung Quốc trên một phát ban hoặc chỗ có bệnh da sẽ tăng tốc độ quá trình chữa bệnh.
Scolopendra subspinipes mutilans ít hung hăng với các con rết khác, một đặc điểm rất hiếm trong số các con rết khổng lồ và cho phép nó được duy trì được cộng đồng.
Rết mẹ ấp trứng, bảo vệ những quả trứng bằng cách bao bọc cơ thể của mình xung quanh tổ trứng cho đến khi nó nở.